# Дмитрієв Микола Андрійович
Мико́ла Андрі́йович Дми́́трієв (22 (10) квітня 1867, Харків — 6 липня 1908) — український видавець, громадсько-культурний діяч, публіцист, діяч полтавської «Просвіти» та Братства тарасівців. Криптоніми та псевдоніми: М. Д., Слобожанин.

## Життєпис

### Походження
Походив з родини урядовця Андрія Степановича Дмитренка, вихідця із селян Козачої Лопані — майже 30 років служив по виборах мировим суддею у Харкові. Мама, Олександра Іллівна — з роду Григорія Квітки-Основ'яненка.

### Ранні роки
Початкову освіту здобув вдома, по тому навчався у гімназії, за шкільних років великий вплив на нього мав Олександр Русов. Закінчив юридичний факультет Харківського університету, працював присяжним повіреним у Сумах.
1892 року відбував військову службу в Полтаві, потай одружився з домашньою вчителькою — Ганною Тимофіївною Теплицькою — дочкою кріпачки з Іваново-Вознесенська.

### Активна діяльність
1893 року розпочав кар'єру адвоката, працював у цукрозаводчиків Харитоненків. З серпня 1894 року жив у Полтаві.
Виступав з публічними виступами як адвокат — на захист селян, останні називали його «своїм адвокатом». Виступав як адвокат по спадковості Олени Пчілки, по смерті Єлизавети Іванівни Драгоманової, по захисту Василя Горленка у справі з лихварями. Захищав братів П. та С. Скитських. Бував на зібраннях у Дмитрієва і студент Юрій Коллард, також Іван Липа, Сергій Шелухін.
Був секретарем «Полтавських губернських відомостей» та редактором-видавцем журналу «Рідний край» — у 1905—1906.
Гуртувався з такими діячами, як Панас Мирний, Лев Падалка.
1905 року на губернському з'їзді вчителів виступав із заявою-вимогою щодо організації народної школи з українською мовою викладання.

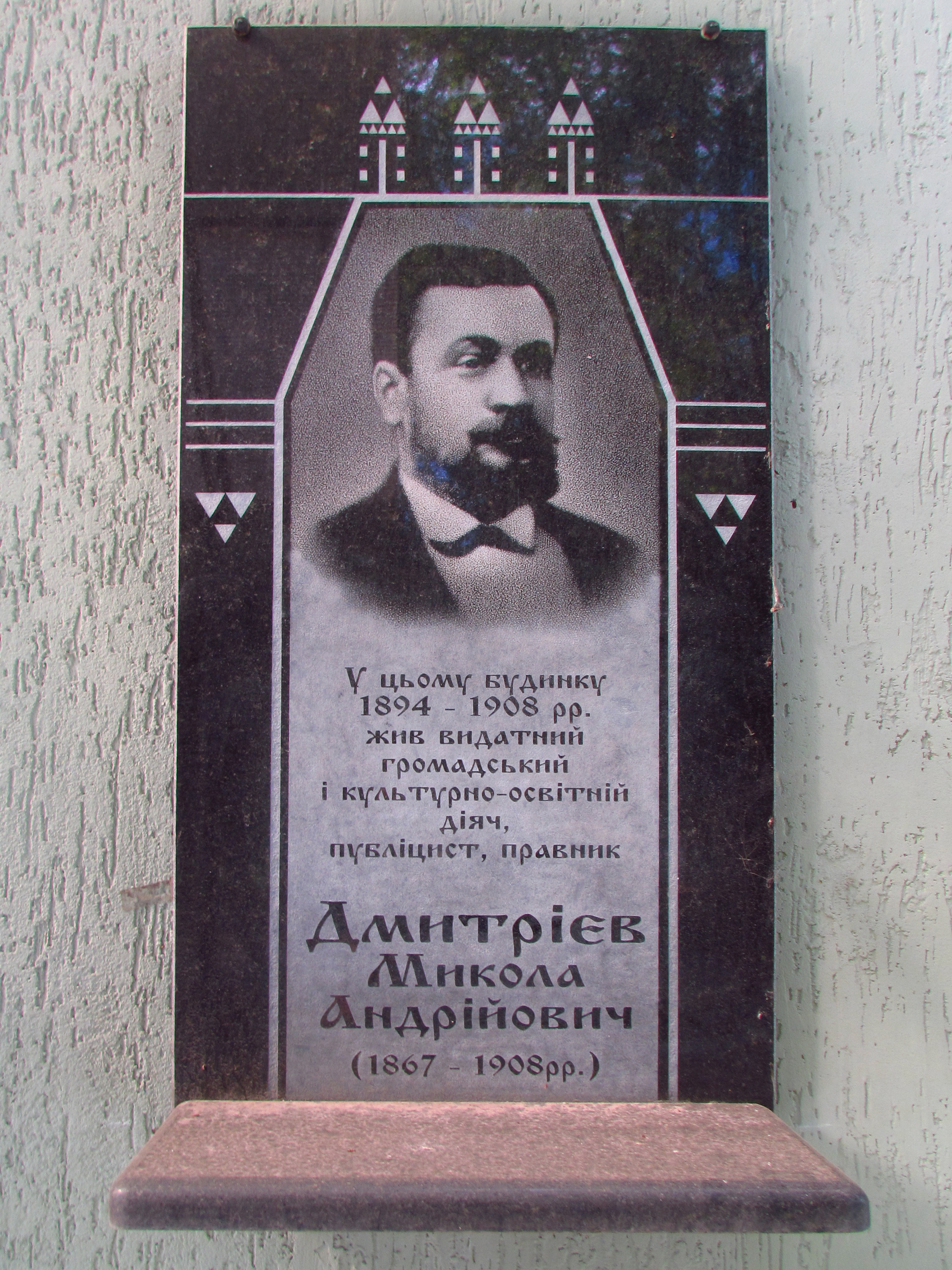
Меморіальна дошка в Полтаві

В липні 1905 року — на квартирі Дмитрієва — відбувся з'їзд представників українських громад, на якому вирішувалося питання автономії України.
Видавав твори Панаса Мирного, календарі.
1906 року заснував полтавське видавництво «Український учитель». Сприяв розвитку українського архітектурного стилю; у селі Яреськах (нині Шишацький район) на його замовлення архітектором В. Кричевським споруджено будинок — на жаль, не зберігся.

### Загибель
Потонув у Пслі, рятуючи сільську дівчину, що тонула. По спогадах сучасників, того дня на відспівуванні біля Срітинської церкви зібралася майже вся Полтава. «Рідний край»: «Смерть шановного Миколи Андрійовича — се велика втрата для України, вона в йому загубила одного із своїх щирих синів і пильних невсипучих робітників».
Похований на полтавському Старому цвинтарі, 1982 року могила була перенесена на центральний міський цвинтар.

## Пам'ять
Карпенко-Карий іменував його Українським Цицероном.
В серпні 2007 року виконком Полтавської міської ради ухвалив рішення про встановлення меморіальної дошки на вшанування Дмитрієва — на фасаді будинку № 3, майдан Конституції.
Також є надмогильний памʼятник у Полтаві на проти спорт клубу Sport Life у парку.